# فوائد النشاط البدني
قلة النشاط البدني ونمط الحياة الخامل هما من أكبر المشاكل الصحية وأكثرها شيوعًا في العالم ويمكن أن يؤديا إلى العديد من أسباب الوفاة التي يمكن الوقاية منها. وفقاً لمنظمة الصحة العالمية، الخمول البدني (قلة النشاط البدني) يأتي في المرتبة الرابعة من حيث العوامل الرئيسة المسببة للوفيات على المستوى العالمي (6% من الوفيات العالمية). وتشير التوقعات إلى أنّ الخمول البدني يعتبر أحد الأسباب الرئيسية لحدوث نحو 21% إلى 25% من حالات سرطاني القولون والثدي، و27% من حالات السكري، وقرابة 30% من عبء المرض الناتج عن داء القلب الإقفاري. العديد من الأبحاث وجدت أن النشاط البدني مفيد لجميع الأفراد ويمكن أن يساعد بشكل قوي في الوقاية من العديد من الأمراض أو تأخيرها، بما في ذلك بعض أنواع السرطان وأمراض القلب والسكري، وكذلك تخفيف الاكتئاب وتحسين الحالة المزاجية.
على الرغم من أن الناس غالبًا ما يستخدمون مصطلح النشاط البدني والتدريب البدني بشكل مترادف، إلا أن هذه المصطلحات لها تعريفات مختلفة بعض الشيء. يشير «النشاط البدني»، حسب تعريف منظمة الصحة العالمية، إلى أي حركة للجسم تقوم بها العضلات الهيكلية وتتطلب صرف كمية معينة من الطاقة وحرق السعرات الحرارية،سواء كان ذلك أثناء العمل أو اللعب، أو الأعمال الترفيهية، أو الأعمال اليومية، أو التنقل اليومي. في المقابل، يشير «التدريب أو التمرين البدني»، إلى فئة فرعية من النشاط البدني، ويشمل الأنشطة المخطط لها والمنسقة والأنشطة المنظمة والمتكررة والتي تهدف إلى تحسين اللياقة البدنية والصحة والرفاه الذاتي بشكل خاص.

## الفوائد الفورية

### النشاط الدماغي
التمارين البدنية، وخاصة التمارين الهوائية، لها تأثيرات إيجابية على وظائف المخ على العديد من الأصعدة، تتراوح من المستوى الجزيئي إلى المستوى السلوكي. وفقًا لدراسة أجراها قسم علوم التمرينات بجامعة جورجيا، فإن ممارسة التمارين الرياضية لفترة وجيزة لمدة 20 دقيقة تسهل معالجة المعلومات ووظائف الذاكرة.
التمارين الرياضية تساعد الذاكرة والتفكير والتحصيل الدراسي من خلال الوسائل المباشرة وغير المباشرة. تأتي فوائد التمارين الرياضية مباشرة من قدرتها على تقليل مقاومة الأنسولين وتقليل الالتهاب وتحفيز إطلاق عوامل النمو - المواد الكيميائية في الدماغ التي تؤثر على صحة خلايا الدماغ ونمو الأوعية الدموية الجديدة في الدماغ وحتى وفرة خلايا الدماغ الجديدة وبقائها على قيد الحياة. حيث يمكن أن يؤدي التمرين الرياضي إلى تحسين المهارات المعرفية وتقليل فرص الإصابة بالخرف إلى جانب تقليل تلف أنسجة المخ وتدهورها. يعتقد العلماء أنه من خلال الحفاظ على اللياقة البدنية عن طريق ممارسة النشاط البدني، فإن ذلك يحافظ على تدفق الدم بشكل طبيعي إلى أنسجة المخ. عندما يتدفق الدم بشكل طبيعي إلى أنسجة المخ، فإنه يقلل من خطر التلف والتدهور. إن تدفق الدم مهم جدًا عندما يتعلق الأمر بالحفاظ على الدماغ. كانت هناك أيضًا دراسات تظهر أن التمارين الهوائية تحفز إفراز هرمونات النمو، والتي تستمر في تحسين وظائف المخ. عند الوصول إلى سن معينة، فمن المرجح أن يمارس المرء التمارين بانتظام للحفاظ على قوة الدماغ وعمله بشكل جيد. كما أنه يقلل من فرص الإصابة بالخرف لأنه يحافظ على وظيفة الاكتشاف ويقلل من فرص الإصابة بأمراض مختلفة.كما تزيد من معدل ضربات القلب، مما يضخ المزيد من الأكسجين إلى الدماغ وتساعد الجسم على إطلاق عدد كبير من الهرمونات، والتي تساهم جميعها في مساعدة وتوفير بيئة مغذية لنمو خلايا الدماغ.تعمل التمارين أيضًا بشكل غير مباشر على تحسين الحالة المزاجية والنوم وتقليل التوتر والقلق. غالبًا ما تسبب المشكلات في هذه المناطق ضعفًا إدراكيًا أو تساهم فيه.
تحدث بعض فوائد النشاط البدني على صحة الدماغ مباشرة بعد جلسة من النشاط البدني المعتدل إلى القوي. تشمل الفوائد تحسين التفكير أو الإدراك وتقليل مشاعر القلق قصيرة المدى لدى البالغين. يمكن أن يساعد النشاط البدني المنتظم في الحفاظ على مهارات التفكير والتعلم وتقييم الأمور بحكمة مع التقدم في العمر. يمكن أن يقلل أيضًا من خطر الإصابة بالاكتئاب والقلق وتساعد على النوم بشكل أفضل.

### الوزن
يلعب كل من النظام الغذائي والنشاط البدني دورًا مهمًا في الحفاظ على وزن صحي للجسم، وفقدان الوزن الزائد بنجاح. يساعد النشاط البدني في التحكم في الوزن عن طريق استخدام السعرات الحرارية الزائدة التي يتم تخزينها على شكل دهون. تحتوي معظم الأطعمة اليومية على سعرات حرارية، وكل ما يقوم به الإنسان يتطلب سعرات حرارية بما في ذلك النوم والتنفس وهضم الطعام.إن موازنة السعرات الحرارية التي نتناولها مع السعرات الحرارية التي نستخدمها من خلال النشاط البدني تساعد بشكل أساسي في الوصول إلى وزن صحي والحفاظ عليه.

## الفوائد طويلة الأمد
تشمل المخاطر الصحية الناتجة عن قلة النشاط البدني الأكثر شيوعًا أمراض القلب والأوعية الدموية والسكري من النوع 2 وبعض أنواع السرطان. والسمنة الناتجة عن قلة الرياضة تؤثر على الاستقلاب في الجسم كله وترتبط بزيادة مخاطر الإصابة بأمراض القلب والأوعية الدموية (CVD) ومرض السكري من النوع 2 (T2D).
تؤدي التمارين البدنية إلى العديد من الفوائد الصحية وهي أداة مهمة لمكافحة السمنة والأمراض المصاحبة لها، بما في ذلك أمراض القلب والأوعية الدموية. تمنع التمرينات ظهور أمراض القلب والأوعية الدموية وتطورها وهي أداة علاجية مهمة لتحسين النتائج للمرضى المصابين بأمراض القلب والأوعية الدموية. تشمل بعض فوائد التمارين الرياضية تعزيز وظيفة الميتوكوندريا، وترميم الأوعية الدموية وتحسينها، وإطلاق الميوكينات [الإنجليزية] من العضلات الهيكلية التي تحافظ على وظيفة القلب والأوعية الدموية أو تزيدها.

## فوائد أخرى

### العظام والعضلات
النشاط البدني الروتيني مهم لبناء عظام وعضلات قوية عند الأطفال، وهو مهم أيضاً مع التقدم في السن. تعمل العظام والعضلات معًا لدعم كل حركة يتم القيام بها على أساس يومي. ولذلك فالنشاط البدني يقوي العضلات والعظام عن طريق بناء المزيد من الخلايا الإضافية. تحمي العظام والعضلات القوية من الإصابة وتحسن التوازن والتنسيق. بالإضافة إلى ذلك، يكون البالغون النشطون بدنياً أقل عرضة للإصابة بتصلب في المفاصل. يصبح هذا مهمًا بشكل خاص مع تقدمنا في السن لأنه يساعد على منع السقوط وكسر العظام التي قد تنتج عن ذلك، حتى في حال الإصابة بالتهاب المفاصل.

## طالع أيضًا
- إدمان الرياضة
- التأثيرات العصبية والحيوية للتمارين الرياضية
- نمط الحياة الخامل
- اللياقة البدنية
- النشاط البدني
- التدريب البدني